# Yam Sajan Sunar
Yam Sajan Sunar (* 17. Dezember 1992) ist ein nepalesischer Leichtathlet, der sich auf den Sprint spezialisiert hat.

## Sportliche Laufbahn
Erste internationale Erfahrungen sammelte Yam Sajan Sunar im Jahr 2009, als er bei den Jugend-Asienspielen in Singapur im Dreisprung keinen gültigen Versuch zustande brachte. 2014 nahm er dann erstmals an den Asienspielen im südkoreanischen Incheon teil und schied dort mit 11,43 s und 22,36 s über 100 und 200 Meter jeweils in der ersten Runde aus. 2016 belegte er bei den Südasienspielen in Guwahati in 11,01 s den achten Platz im 100-Meter-Lauf und erreichte über 200 Meter in 22,31 s Rang sieben. 2018 startete er erneut bei den Asienspielen in Jakarta, scheiterte dort aber mit 11,39 s im Vorlauf über 100 Meter, wie auch bei den Südasienspielen im Jahr darauf in Kathmandu mit 11,15 s.

## Persönliche Bestleistungen
- 100 Meter: 11,01 s (−0,2 m/s), 9. Februar 2016 in Guwahati
- 200 Meter: 22,06 s (0,0 m/s), 11. Februar 2016 in Guwahati